# Дневник памяти (фильм)
«Дневник памяти» (англ. The Notebook) — американская романтическая драма 2004 года, четвёртый полнометражный фильм режиссёра Ника Кассаветиса, снятый по сценарию Джереми Левена и Жана Сарди и основанный на одноимённом романе Николаса Спаркса 1996 года. В фильме снимаются Райан Гослинг и Рэйчел Макадамс в роли молодой пары, которые влюбляются друг в друга в 1940-х годах. Их история зачитывается из дневника памяти пожилым человеком, который рассказывает ее своему коллеге по дому престарелых.
Мировая премьера фильма «Дневник памяти» состоялась на Международном кинофестивале в Сиэтле 20 мая 2004 года, а театральный прокат в Соединённых Штатах состоялся 25 июня 2004 года. Несмотря на в целом неоднозначные отзывы критиков, Гослинг и Макадамс были удостоены похвалы за свою игру. Фильм стал настоящим хитом в прокате, собрав 117 миллионов долларов при бюджете в 29 миллионов долларов, и за годы, прошедшие с момента его выхода, стал культовой классикой. 11 ноября 2012 года на канале ABC Family состоялась премьера расширенной версии, удаленные сцены которой были добавлены обратно в оригинальную сюжетную линию.
Фильм получил несколько наград, в том числе кинопремию MTV Movie Award за лучший поцелуй Гослинга и Макадамс на MTV Movie Awards 2005. На 11–й церемонии вручения премии Гильдии киноактёров США Джеймс Гарнер был номинирован за мужскую роль второго плана, а Джина Роулендс получила награду за лучшую женскую роль второго плана в драме на 9-й церемонии вручения премии «Спутник».

## Сюжет
Каждый день в доме престарелых пожилой мужчина читает пожилой женщине историю про отношения юноши и девушки из разных социальных слоёв.
Ной — парень из бедной семьи; Элли — дочь богатых аристократов. Встретив Элли в парке аттракционов, Ной приглашает её на свидание, но получает отказ. Спустя время и попытки Ноя завоевать её, у Элли начинают просыпаться взаимные чувства к парню. Влюблённые проводят вместе чудесное лето. Ной делится с Элли своей мечтой — полностью реконструировать Старинный дом, который он хотел бы купить.
Приходит момент знакомства с родителями, и если отцу Ноя очень нравится Элли, её родители не одобряют Ноя - объясняя это тем, что он из бедной семьи. Защищая Ноя, Элли ссорится с родителями, а ожидающий её в другой комнате Ной слышит каждое слово. Он приходит к выводу, что если не оставит её, то принесёт ей много проблем. Они ссорятся и расстаются, но оба переживают этот разрыв очень тяжело.
На следующий день Ной узнаёт, что семья Элли переезжает. Он срывается с места, и едет к ней, но дом уже пуст. Каждый день Ной пишет письма Элли, в которых просит прощения и обещает приехать к ней, где бы она ни была. Элли не получает этих писем, поскольку их от неё прячет мать. Спустя год Ной утратил все надежды и отправил последнее письмо.
С началом Второй мировой войны Ной с другом уходят на фронт. Элли работает медсестрой в госпитале для военных, и однажды на неё обращает внимание тяжело раненый пилот ВВС, Лон Хэммонд-младший. После выхода из больницы они начинают встречаться, и Лон делает Элли предложение. Девушка соглашается, чему очень рады её родители, так как новый избранник Элли очень богат, но, несмотря на то, что прошло уже много лет, Элли до сих пор вспоминает Ноя.
Заканчивается война, и Ной возвращается с фронта. Однажды он видит на улице Элли и бежит за ней, но видит её, очевидно счастливую, с другим мужчиной. Ной приступает к осуществлению своей мечты — полностью реставрирует свой старый 200-летний дом, в надежде, что рано или поздно Элли приедет сюда, ведь она бывала в этом доме, когда они с Ноем встречались. Когда ремонт заканчивается, Ной фотографируется около дома, однако не продаёт его.
Накануне свадьбы Элли, ей в руки попадает газета, на первой странице которой присутствует фотография Ноя на фоне отреставрированного особняка. Девушка решает проведать Ноя «как друга».
Ной рад её приезду, они беседуют как старые друзья и не более. Выясняется, что с момента их расставания прошло 7 лет. Во время их прогулки по озеру на лодке начинается сильный дождь. Расстроенная Элли упрекает Ноя в том, что он ей не писал, на что Ной говорит ей о всех написанных письмах и неугасших чувствах, после чего целует Элли и они проводят вместе страстную ночь.
Утром Элли грустит о предстоящем расставании с Ноем, ведь она выходит замуж. Неожиданно к ней приезжает мать. Предложив Элли прокатиться, она показывает ей незнакомого мужчину и рассказывает, что была влюблена в него юности. Но её родители из высшего социального слоя так же были против этих отношений. Мать отдаёт Элли все письма, написанные Ноем, и просит её сделать правильный выбор. Элли в отчаянии, не зная, как ей поступить. Она решается поговорить с Лоном, и тот даёт ей право сделать выбор самой. Элли выбирает Ноя и переезжает к нему жить.
Из рассказанной истории становится ясно, что эти мужчина и женщина из дома престарелых и есть Ной и Элли. Оказывается, когда Элли вернулась к Ною, они поженились, и Элли родила троих детей (которые в перерыве между прочтением истории навещают их и просят Ноя вернуться домой, на что он отвечает, что никогда не оставит маму). Выясняется, что у Элли деменция, и когда она об этом узнала, то записала их с Ноем историю в дневник, который он ей сейчас и читает. С возрастом болезнь прогрессировала, и Элли всё больше забывала Ноя и их историю, вспоминая её лишь в редкие моменты. Ной всё это время находится рядом с ней и пытается помочь ей вспомнить всё.
В один из моментов, когда Элли вспоминает, они с Ноем ужинают вместе, вспоминают молодость, однако Элли вновь всё забывает и отталкивает от себя Ноя. Санитары забирают её, и Ной тоже чувствует себя плохо.
Придя ночью в палату к Элли, он видит, что она не спит. Элли вновь всё вспоминает и спрашивает Ноя, верит ли он, что их любовь настолько сильна, что они смогут даже умереть вместе. Ной отвечает: «Да», — ложится рядом с ней, берёт за руку и целует в последний раз.
Последняя сцена показывает медсестру, которая, войдя в палату, видит лежащих вместе Ноя и Элли. Они держатся за руки и уже никогда не проснутся.

## В ролях
| Актёр             | Роль                             |
| ----------------- | -------------------------------- |
| Райан Гослинг     | Ной Кэлхаун                      |
| Рэйчел Макадамс   | Эллисон (Элли) Гамильтон         |
| Джеймс Марсден    | Лон Хэммонд-младший              |
| Джеймс Гарнер     | пожилой Ной Кэлхаун (Дюк)        |
| Джина Роулендс    | пожилая Элли Гамильтон (Кэлхаун) |
| Джоан Аллен       | Энн Гамильтон                    |
| Сэм Шепард        | Фрэнк Кэлхаун                    |
| Джейми Энн Оллман | Марта Шоу                        |
| Дэвид Торнтон     | Джон Гамильтон                   |
| Кевин Коннолли    | Фин                              |
| Хезер Уолкист     | Сара Туффингтон                  |
| Эд Грейди         | Гарри                            |
| Старлетта Дюпуа   | Эстер                            |
| Обба Бабатунде    | руководитель оркестра            |
| Марк Джонсон      | фотограф                         |

## Саундтрек
Саундтрек был издан в 2004 году на лейбле New Line Records.
| №   | Название                                                      | Автор(ы)                              | Исполнитель                     | Длительность |
| --- | ------------------------------------------------------------- | ------------------------------------- | ------------------------------- | ------------ |
| 1.  | «Main Title»                                                  | Аарон Зигман                          |                                 | 2:49         |
| 2.  | «Overture»                                                    | Аарон Зигман                          |                                 | 6:16         |
| 3.  | «I'll Be Seeing You»                                          | Irving Kahal, Sammy Fain              | Билли Холидей                   | 3:34         |
| 4.  | «Alabamy Home»                                                | Dave Ringle, Дюк Эллингтон            | Дюк Эллингтон                   | 3:02         |
| 5.  | «Allie Returns»                                               | Аарон Зигман                          |                                 | 5:07         |
| 6.  | «House Blues / The Porch Dance / The Proposal / The Carnival» | Аарон Зигман                          |                                 | 8:04         |
| 7.  | «Noah’s Journey»                                              | Аарон Зигман                          |                                 | 6:03         |
| 8.  | «Always And Always»                                           | Chet Forrest, Edward Ward, Bob Wright | Бенни Гудмен                    | 3:18         |
| 9.  | «A String Of Pearls»                                          | Jerry Gray                            | Гленн Миллер                    | 3:16         |
| 10. | «On The Lake»                                                 | Аарон Зигман                          |                                 | 5:39         |
| 11. | «Diga Diga Doo»                                               | Dorothy Fields, Jimmy McHugh          | Rex Stewart и The Ellingtonians | 4:16         |
| 12. | «One O’Clock Jump»                                            | Каунт Бэйси                           | Бенни Гудмен                    | 3:15         |
| 13. | «I’ll Be Seeing You»                                          | Irving Kahal, Sammy Fain              | Джимми Дуранте                  | 3:13         |
| 14. | «Noah’s Last Letter»                                          | Аарон Зигман                          |                                 | 4:32         |
| 15. | «Our Love Can Do Miracles»                                    | Аарон Зигман                          |                                 | 4:31         |

## Факты
- Проект находился в разработке семь лет.
- Бритни Спирс рассматривали на роль Элли — видеозапись её прослушивания в 2021 году выставили на eBay за 1 миллион долларов[4][5].
- Также на роль Элли пробовались Скарлетт Йоханссон, Эшли Джадд, Джессика Бил и Риз Уизерспун.
- Сыгравшая пожилую Элли Нелсон актриса Джина Роулэндс — мать режиссёра Ника Кассаветиса[6].

## Награды и номинации
| Премия канала «MTV», 2005 год    | Победа    | Лучший поцелуй (Райан Гослинг, Рэйчел МакАдамс)   |
| Премия канала «MTV», 2005 год    | Номинация | Лучшая женская роль (Рэйчел МакАдамс)             |
| Премия Гильдии актёров, 2005 год | Номинация | Лучшая мужская роль второго плана (Джеймс Гарнер) |